# Setembrada
Setembrada é como ficou conhecido o levante ocorrido, durante o período regencial, no Maranhão e também em Pernambuco, levando o nome do mês em que ocorreu (assim como as chamadas Abrilada e Novembrada), no ano de 1831, refletindo o sentimento anti-lusitano que se seguiu à Abdicação de D. Pedro I e que teve noutras províncias manifestações similares (tais como o Mata-Maroto da Bahia e a Rusga, de Mato Grosso). Em Pernambuco faz parte de uma série de motins, que duraram três anos. O principal objetivo do movimento era a saída definitiva dos portugueses do Brasil, mas como não tinha objetivos políticos bem definidos, não obteve sucesso.

## No Maranhão
O movimento eclodiu efetivamente em 13 de dezembro de 1831, pedindo medidas que limitassem a ação dos portugueses no comércio, no meio militar, na propriedade de terras e nas finanças.
Em 19 de junho do ano seguinte, um novo motim eclodiu motivado pelas mesmas reivindicações, mas a pronta reação do governo sufocou o levante. Surge então a figura do popular Antônio João Damasceno, que leva os combates para fora das zonas urbanas, em forma de guerrilha, até o confronto do Boqueirão, em que foi morto. Setembrada é como ficou conhecido o levante ocorrido, durante o período regencial, no Maranhão e também em Pernambuco, levando o nome do mês em que ocorreu (assim como as chamadas Abrilada e Novembrada), no ano de 1831, refletindo o sentimento anti-lusitano que se seguiu à Abdicação de D. Pedro I e que teve noutras províncias manifestações similares (tais como o Mata-Maroto da Bahia e a Rusga, de Mato Grosso). 

## Em Pernambuco
Em Pernambuco faz parte de uma série de motins, que duraram três anos. No estado, os principais conflitos ocorrem quando soldados insubordinados cometeram vários saques e atrocidades, deixando várias pessoas mortas e foram derrotados por força legalistas onde hoje é a área da Praça Chora Menino. 
No mesmo local, enterrado um grande número de vítimas dos combates, criando uma fama de local mal-assombrado, sendo possível sempre ouvir um “choro de menino”.